# Lijst van Stolpersteine in Teylingen
De lijst van Stolpersteine in Teylingen geeft een overzicht van de gedenkstenen in de gemeente Teylingen in de Nederlande provincie Zuid-Holland die zijn geplaatst in het kader van het Stolpersteine-project van de Duitse beeldhouwer-kunstenaar Gunter Demnig.
Stolpersteine zijn opgedragen aan slachtoffers van het nationaalsocialisme, al diegenen die zijn vervolgd, gedeporteerd, vermoord, gedwongen te emigreren of tot zelfmoord gedreven door het nazi-regime. Demnig legt voor elk slachtoffer een aparte steen, meestal voor de laatste zelfgekozen woning.
Omdat het Stolpersteine-project doorloopt, kan deze lijst onvolledig zijn.

## Stolpersteine
In Voorhout, onderdeel van de gemeente Teylingen, ligt een Stolperstein.

### Voorhout
| Stolperstein | Inscriptie                                                                                          | Adres     | Herdachte persoon                                                                                             |
| ------------ | --------------------------------------------------------------------------------------------------- | --------- | --- |
|              | HIER WOONDE FRITZ HIRSCHFELD GEB. 1886 DEPORTEERD 1942 UIT WESTERBORK VERMOORD 11.10.1944 AUSCHWITZ | Kerkweg 4 | Fritz Hirschfeld (1886–1944) Verdere Stolpersteine voor Fritz Hirschfeld werden gelegd in Potsdam en Heusden. |

## Data van plaatsingen
- 3 mei 2021: Voorhout, een Stolperstein op Kerkweg 4